# Odontolabis wollastoni
Odontolabis wollastoni es una especie de coleóptero de la familia Lucanidae.

## Distribución geográfica
Habita en Malaya y  Sumatra en (Indonesia).